# Élysée Montmartre

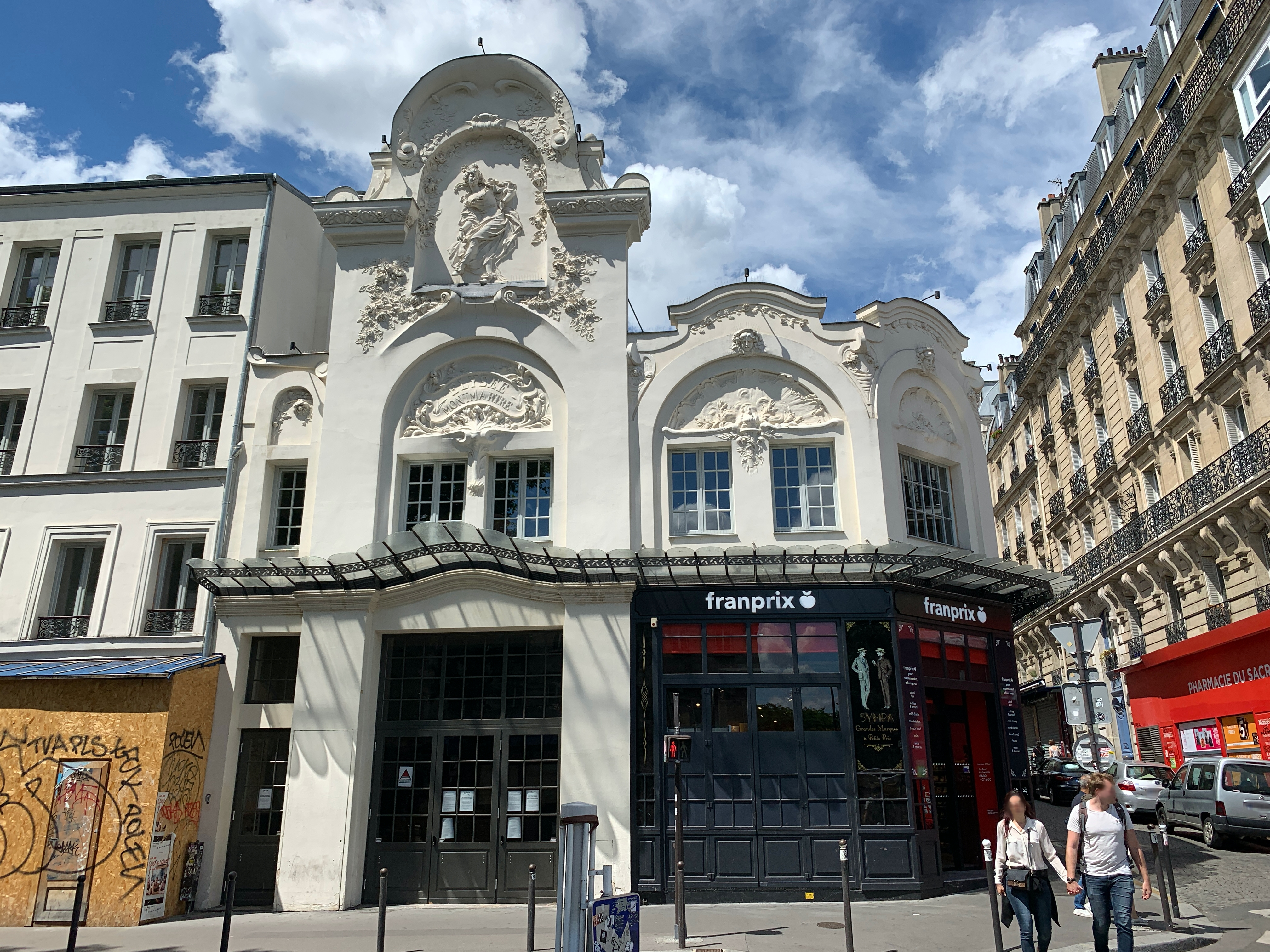
Fachada principal

Élysée Montmartre é uma casa da música localizado em Paris, França.